# Radzików Wielki (gromada)
Radzików Wielki – dawna gromada, czyli najmniejsza jednostka podziału terytorialnego Polskiej Rzeczypospolitej Ludowej w latach 1954–1972.
Gromady, z gromadzkimi radami narodowymi (GRN) jako organami władzy najniższego stopnia na wsi, funkcjonowały od reformy reorganizującej administrację wiejską przeprowadzonej jesienią 1954 do momentu ich zniesienia z dniem 1 stycznia 1973, tym samym wypierając organizację gminną w latach 1954–1972.
Gromadę Radzików Wielki z siedzibą GRN w Radzikowie Wielkim utworzono – jako jedną z 8759 gromad – w powiecie siedleckim w woj. warszawskim, na mocy uchwały nr VI/10/18/54 WRN w Warszawie z dnia 5 października 1954. W skład jednostki weszły obszary dotychczasowych gromad Radzików-Kornica, Radzików-Oczki, Radzików-Stopki, Radzików Wielki i Rzążew ze zniesionej gminy Czuryły w tymże powiecie. Dla gromady ustalono 12 członków gromadzkiej rady narodowej.
31 grudnia 1959 do gromady Radzików Wielki przyłączono wieś Wielgórz ze znoszonej gromady Krzymosze oraz wsie Ostoje, Pióry Wielkie, Pytki i Modrzew ze znoszonej gromady Izdebki Wąsy w tymże powiecie.
Gromada przetrwała do końca 1972 roku, czyli do kolejnej reformy gminnej.